# Serrodes malgassica
Serrodes malgassica är en fjärilsart som beskrevs av Pierre E.L. Viette 1972. Serrodes malgassica ingår i släktet Serrodes och familjen nattflyn. Inga underarter finns listade i Catalogue of Life.